# Guillebert de Lannoy
Guillebert de Lannoy, flamski popotnik, vitez in diplomat, * 1386, † 1462.